# Avalpoondurai
Avalpoondurai là một thị xã panchayat của quận Erode thuộc bang Tamil Nadu, Ấn Độ.

## Nhân khẩu
Theo điều tra dân số năm 2001 của Ấn Độ, Avalpoondurai có dân số 11.230 người. Phái nam chiếm 52% tổng số dân và phái nữ chiếm 48%. Avalpoondurai có tỷ lệ 63% biết đọc biết viết, cao hơn tỷ lệ trung bình toàn quốc là 59,5%: tỷ lệ cho phái nam là 73%, và tỷ lệ cho phái nữ là 52%. Tại Avalpoondurai, 8% dân số nhỏ hơn 6 tuổi.